# Hypanus guttatus
Hypanus guttatus es una especie de pez de la familia Dasyatidae en el orden de los Rajiformes.

## Morfología
• Los machos pueden llegar alcanzar los 200 cm de longitud total.

## Reproducción
Es ovíparo.

## Hábitat
Es un pez de mar y de clima tropical  y demersal que vive hasta los 36 m de profundidad

## Distribución geográfica
Se encuentra en el Océano Atlántico occidental: desde el sur del Golfo de México e Indias Occidentales hasta Santos (el Brasil ).

## Uso comercial
Se comercializa salado y también es utilizado para hacer gelatina y aceite de buena calidad.